# Еван Теннер
Еван Лойд Теннер (англ. Evan Loyd Tanner; 11 лютого 1971 — 8 вересня 2008) — американський спортсмен, спеціаліст зі змішаних бойових мистецтв (англ. MMA). Чемпіон світу зі змішаних бойових мистецтв у середній ваговій категорії за версією UFC (2005 рік). Чемпіон США зі змішаних бойових мистецтв у важкій ваговій категорії за версією USWF (1997 — 2000 роки). Переможець і призер міжнародних турнірів з панкратіону серій PSDA, «Pancrase», «Gladiators».
Еван Теннер був швидким і видовищним бійцем, спеціалістом з больових та задушливих прийомів. Значну частину своїх перемог він здобув підкореннями. 29 з 32 перемог Евана Теннера здобуті у першому раунді. Лише 4 із 40 боїв Евана Теннера дійшли до рішення суддів.
На знак пошани до видатних спортивних досягнень свого чемпіона адміністрація UFC присвятила пам'яті Евана Теннера 15-ий турнір «UFC Fight Night».